# Nyamugerera
Nyamugerera är ett vattendrag i Burundi.   Det ligger i provinsen Cibitoke, i den nordvästra delen av landet, 60 km norr om huvudstaden Bujumbura.
Omgivningarna runt Nyamugerera är en mosaik av jordbruksmark och naturlig växtlighet. Runt Nyamugerera är det tätbefolkat, med 257 invånare per kvadratkilometer.